# Pulcinella (personage)

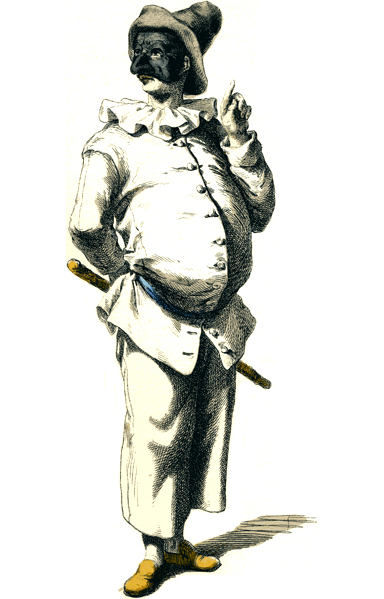
Pulcinella

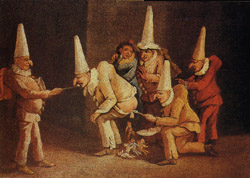
Pulcinella baart een kind

Pulcinella is een figuur uit de Italiaanse theatertraditie commedia dell'arte, waarin hij de rol van zanni (komische bediende) vervult. Hij is de stamvader van Jan Klaassen, de Antwerpse Poesjenel, de Franse Polichinelle en de Engelse Punch. 

## Beschrijving
Pulcinella is een boertig type. Hij draagt een zwart halfmasker. Zijn kostuum is wit en bestaat uit een wijd hemd, een wijde broek en een puntmuts waarvan de top meestal naar voren valt. 
Zijn rug is licht gebocheld. In de naam Pulcinella is het woord 'pulcino' te herkennen, dat 'kuikentje' betekent. Hij heeft ook een aantal kenmerken van een kip: een kwakende stem, een snavelvormige neus en een hanige tred. Volgens een mythe is Pulcinella uit een ei gekropen dat door een kalkoen is uitgebroed. De vogelachtigheid van hem, met name het hanige, heeft een symbolische betekenis. De geboortegrond van Pulcinella ligt bij Napels. In het volksgeloof van die streek is de haan verbonden met de dood, een verband dat je trouwens tegenkomt in verschillende antieke culturen. Ook trekt de haan kwaad aan dat de gemeenschap treft. Als Pulcinella in de poppenkast vecht - met een boef, de diender, de beul, het monster, de duivel of de Dood - bestrijdt hij het onheil.
In wezen is Pulcinella een mysterieuze figuur, vol met tegenstellingen. Zo kan hij een man zijn, maar ook een vrouw. Op Italiaanse schilderijen uit de achttiende eeuw zien we hem baren uit zijn buik, bult en billen. Op één doek bevalt hij zelfs, omgeven door lotgenoten, via zijn billen van vijf kinderen. De weeën worden opgewekt door een kieteling van zijn achterste met een veertje. Op een andere olieschildering gaat de baring van zijn nageslacht weer geheel anders. Terwijl een peuter-Pulcinella boven op zijn bult zit, en een pasgeborene op zijn hoofd staat te dansen, werpt hij vanuit een opening in zijn bult nog meer baby's.
Pulcinella zit vol fantasie en is zeer creatief. Hij haalt overal een voordeel of iets waardevols uit. Ook al zou hij tien kilometer in een put zitten, dan nog zou hij het toch zeer bijzonder vinden om de wereld eens van die kant te bezien.
Een lazzo (klein spel):
Pulcinella loopt over straat en struikelt over een baksteen. Hij loopt terug en wil weleens zien of dat nog een keer zou gebeuren. Hij struikelt weer en besluit daarop de steen mee te nemen, want een steen die hem twee laat struikelen is toch wel zeer bijzonder.
Pulcinella is een karakterrol, die niet verandert. Hij blijft zo in zijn denken, opvattingen en fysieke houding. Een kuiken. Als hij ergens angst voor zou hebben dan reageren eerst zijn voeten en het laatst zijn hoofd. In het spel: "Eerst de voeten wegdraaien en het lichaam volgt." Verder is hij een kletskous die geen geheim kan bewaren. Hij vertelt dit door aan de eerste persoon die hij tegenkomt, wel met de waarschuwing dit niet verder te vertellen. Zo werd "een geheim van Pulcinella" een vaste uitdrukking in het Italiaans en later in het Frans voor een publiek geheim.
Arlecchino · Brighella · Capitano · Colombina · Dottore · Isabella · Pantalone · Pulchinella · Scaramouche